# Platystele ovalifolia
Platystele ovalifolia là một loài thực vật có hoa trong họ Lan. Loài này được (H.Focke) Garay & Dunst. miêu tả khoa học đầu tiên năm 1961.